# Amore e Psiche (Canova)
Amore e Psiche è un gruppo scultoreo di Antonio Canova, realizzato tra il 1788 e il 1793 ed è conservato presso il museo del Louvre, a Parigi. Una seconda copia, realizzata per mano dello stesso Canova, si trova esposta al Museo statale Ermitage di San Pietroburgo in Russia.

## Storia

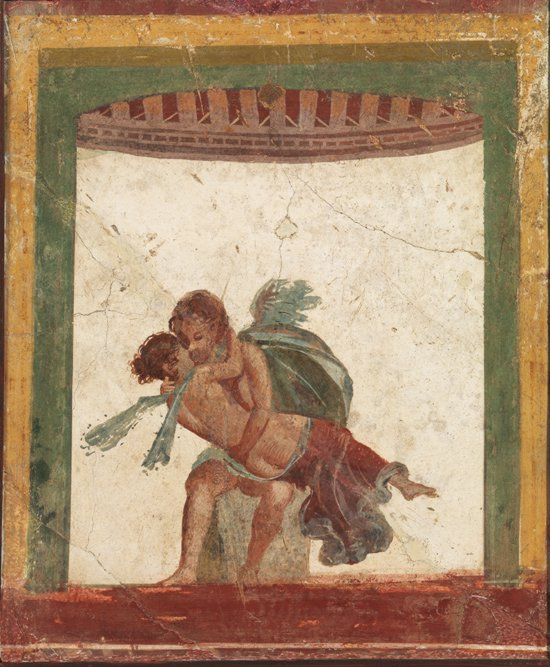
Fauno e Baccante, affresco di Ercolano oggi conservato presso il museo archeologico nazionale di Napoli.

Antonio Canova ricevette la commissione di un gruppo raffigurante «Amore e Psiche che si abbracciano: momento di azione cavato dalla favola dell'Asino d'oro di Apuleio», per usare le sue stesse parole, nel 1788, dal colonnello John Campbell.
Ispirandosi all'iconografia a un affresco di Ercolano raffigurante una baccante abbracciata da un fauno, Canova iniziò l'ideazione del «modello grande» dell'opera il pomeriggio del 30 maggio 1787. La traduzione in marmo venne avviata già nel maggio 1788, come attestato dall'amico Quatremère de Quincy; il gruppo marmoreo come oggi lo conosciamo, tuttavia, fu portato a compimento solo nel 1793. Ciò malgrado, in quell'anno Campbell non era in grado di sostenere le esose spese di trasporto per l'Inghilterra, e l'opera fu acquistata nel 1800 per duemila zecchini da Gioacchino Murat, che la trasportò nel palazzo reale di Compiègne, nelle vicinanze di Parigi, in Francia. Nel 1808, quando i beni di Murat entrarono in possesso della Corona francese, Amore e Psiche passò insieme ad altre opere nelle collezioni del museo del Louvre, dove è tuttora esposto.
L'opera non mancò di essere accolta freddamente in taluni ambienti artistici, dai quali fu ritenuta eccessivamente barocca, complessa, perfino manierista. Tra i critici più feroci dell'Amore e Psiche vi era Carl Ludwig Fernow, che nel 1806 scrisse in una dissertazione dove rimproverò Canova di non aver fornito «una visione appagante dell'opera, da qualunque parte si contempli», continuando affermando che «invano lo spettatore si affatica a ricercare un punto di vista da cui scorgere entrambi i volti, e nel quale ridurre a punto di convergenza centrale ogni raggio dell'espressione di tenerezza». Malgrado queste critiche (che comunque furono poche), l'opera fu un ulteriore successo nella fama europea di Canova: la risonanza del gruppo fu enorme, e furono in moltissimi, tra artisti, viaggiatori e eruditi, ad affluire nell'atelier di Canova per poter ammirare il marmo, a tal punto che lo scultore per difendersi dalla folla spesso andava a lavorare in un altro studio.

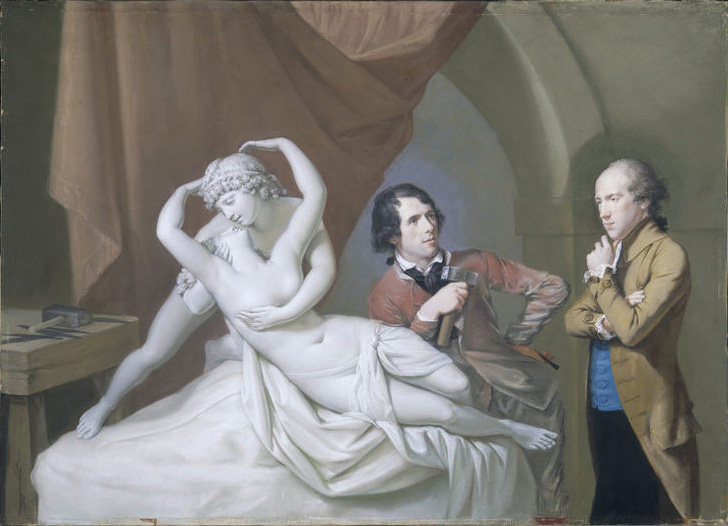
Hugh Douglas Hamilton, Antonio Canova nel suo studio; pastello, Victoria & Albert Museum, a Londra.

Tra gli ammiratori più entusiasti vi erano John Keats, che ispirato dall'Amore e Psiche canoviano scrisse una delle sue ode più celebri (Ode to Psyche, 1819: «Surely I dreamt to-day, or did I see the winged Psyche with awaken'd eyes?»), e il principe russo Nikolaj Jusupov, in visita a Roma nel 1794. Jusopov giunse in Italia per conto dell'imperatrice Caterina II di Russia, la quale voleva a tutti i costi il Canova al servizio della propria corte; lo scultore rifiutò, ma accettò ugualmente di realizzare su commissione dello Jusopov una seconda versione dell'Amore e Psiche. La gestazione di questa replica fu assai rapida: il modello fu completato nel 1795 e la statua in marmo, portata a compimento nel 1796, poté raggiungere la Russia nel 1802. Inizialmente esposta nel palazzo del principe a San Pietroburgo, nel 1810 l'opera fu trasferita nella villa dello Jusopov ad Arkhangelskoye, per poi tornare alla morte di quest'ultimo (1831) nuovamente a San Pietroburgo: dal 1929 l'opera è conservata nel museo dell'Ermitage, sempre in quella città.

Numerose inoltre furono le repliche dell'Amore e Psiche, non realizzate dal Canova bensì dall'allievo prediletto Adamo Tadolini che, avendo ricevuto dal maestro il modello in gesso originale dell'opera e l'autorizzazione di trarne quante copie ne volesse, ne eseguì almeno cinque, con piccole variazioni. L'opera, ripresa anche in una scultura di Auguste Rodin, fu calorosamente accolta anche da Gustave Flaubert, il quale commentò: 
(Gustave Flaubert)

## Descrizione

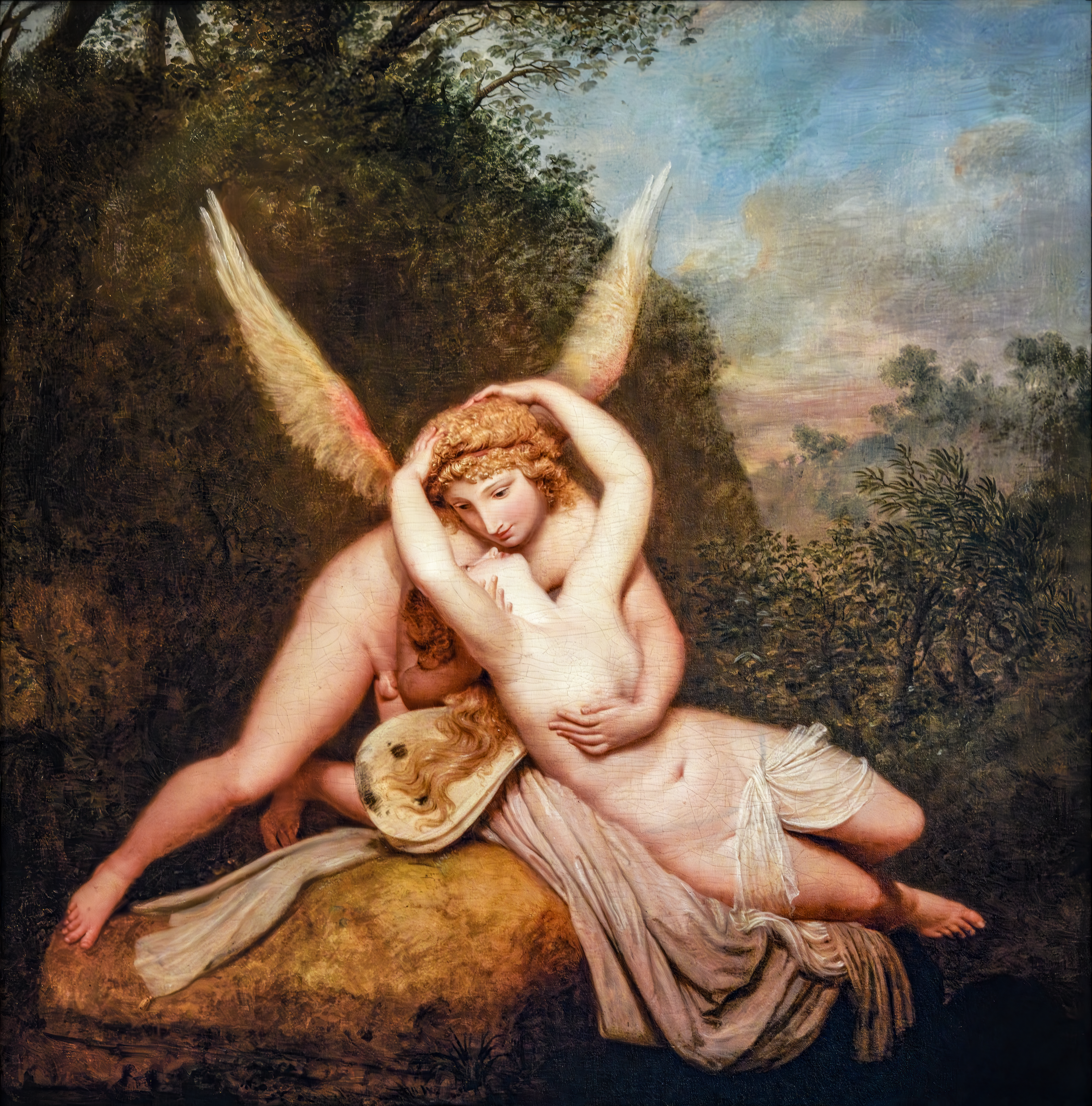
Gaspare Landi, Amore e Psiche (1785).

### Materia narrativa
Canova scolpì nel marmo la favola di Amore e Psiche. Psiche era una fanciulla incredibilmente seducente, e scatenò le gelosie della dea Venere che, invidiosa della bellezza della mortale, decise di vendicarsi con l'aiuto del figlio Amore, il quale avrebbe dovuto farla innamorare di un uomo rozzo che non la ricambiasse.
Tuttavia, appena Amore prese visione della bellezza celestiale di Psiche, se ne invaghì perdutamente, e decise, con l'aiuto di Zefiro, di trasportarla nel proprio palazzo. Lì Psiche trascorse con Amore notti infuocate di passione, senza tuttavia poter guardare il volto dell'amato: Amore, infatti, non rivelò mai la propria identità, per evitare la furibonda ira della madre Venere. Tuttavia Psiche, persuasa dalle sorelle, venne meno al patto, e guardò il volto dell'uomo che le travolgeva i sensi. In seguito a ciò Amore, mosso dall'indignazione, si allontanò da Psiche, che fu gettata nello sconforto più totale.
Pur di potersi ricongiungere con il divino consorte, Psiche si dichiarò disposta ad affrontare una serie di prove per ottenere l'immortalità, superandole brillantemente, malgrado la loro grande difficoltà. D'altronde, erano state organizzate da Venere, che, presa dall'ira, decise di sottoporre la fanciulla alla prova più difficile: discendere negli Inferi e chiedere alla dea Proserpina di concederle un po' della sua bellezza. Fu così che Psiche ricevette da Proserpina un'ampolla e, presa dalla curiosità, la aprì e, con suo grande sconcerto, scoprì che il vaso non conteneva bellezza, bensì un sonno infernale che la fece addormentare profondamente. Amore, una volta venuto a conoscenza del tragico destino dell'amante, si recherà presso Psiche e la risveglierà con un bacio: è proprio questo l'attimo che Canova ha voluto eternare nel marmo.

### Analisi

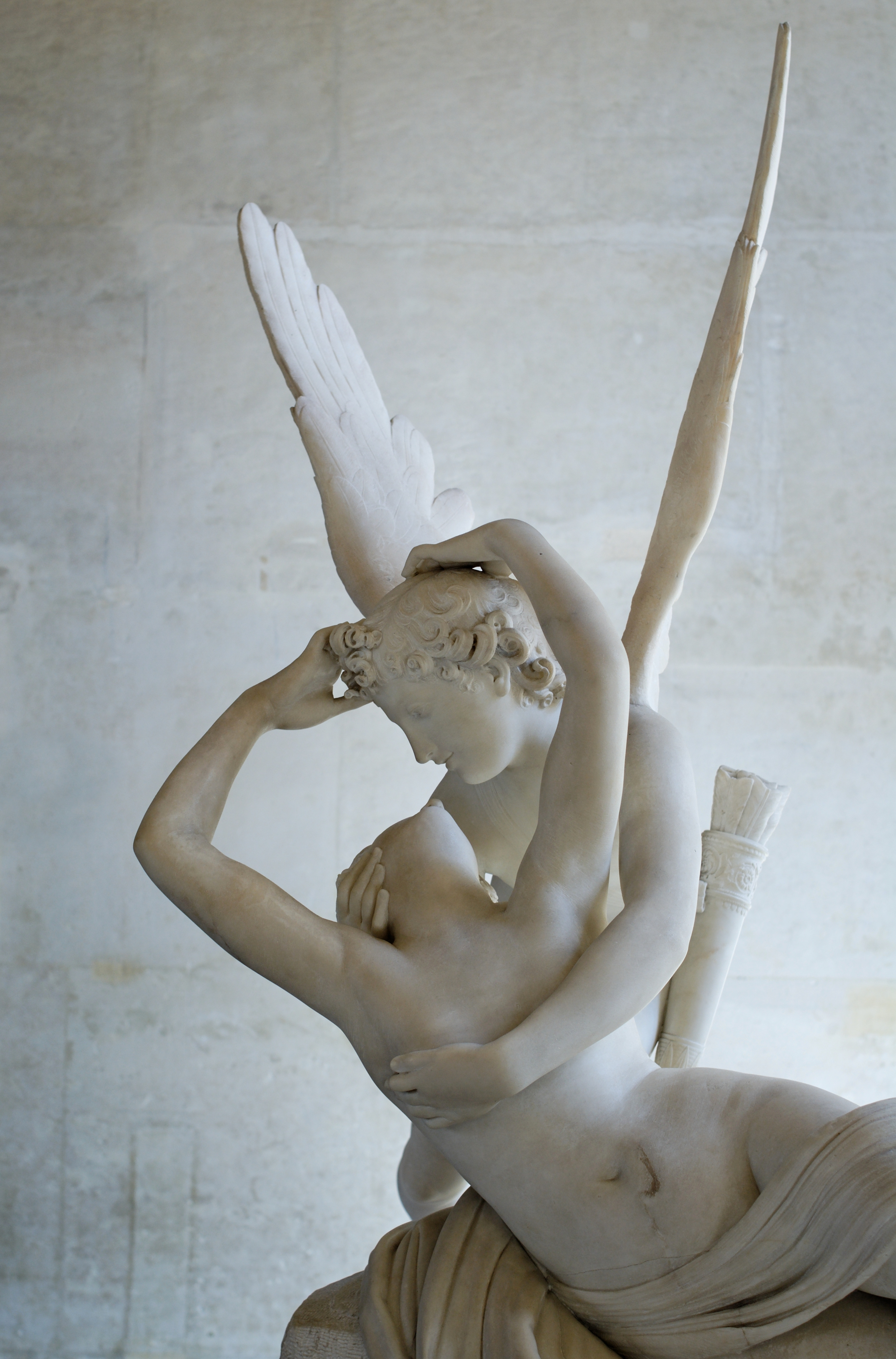
Dettaglio dell'opera.

L'opera raffigura, con un erotismo sottile e raffinato, Amore e Psiche nell'attimo che precede il bacio, preannunciato dall'atteggiamento dei corpi e degli sguardi che si contemplano l'un l'altro con una dolcezza di pari intensità: le loro labbra, pur essendo estremamente vicine, non sono ancora unite. Amore poggia il ginocchio sinistro a terra mentre con la spinta della gamba destra si china in avanti, inarcando il proprio torso e al contempo flettendo la propria testa così da avvicinarla al volto addormentato dell'amata, che sorregge delicatamente con la mano destra; quella sinistra, invece, sfiora in modo romantico il seno di lei, tradendo un desiderio innegabile ma non espresso. Nel tocco delle mani, il marmo sembra che sia carne. Psiche, invece, è semidistesa, rivolge il viso verso l'alto ed alza quasi timidamente le braccia per accogliere il bacio di Amore, sfiorando con le sue dita i capelli di lui, che presenta le ali spiegate, come se fosse appena giunto per soccorrerla. I loro corpi adolescenziali, caratterizzati da una perfezione anatomica squisitamente neoclassica, sono completamente nudi, fatta eccezione per un drappo che vela appena le intimità di Psiche.
Così come in tutte le sue opere Canova qui si dimostra assai sensibile all'influenza della statuaria classica, mostrandosene debitore per l'equilibrio della composizione. Osservando il gruppo dal punto canonico di visione (ortogonale, ovvero "davanti" alla scultura) si può cogliere come i corpi di Amore e di Psiche intersecandosi diano vita a una X morbida e sinuosa che fa librare l'opera nello spazio: il primo arco, in particolare, va dalla punta dell'ala destra di Amore e a quella del piede, mentre il secondo parte sempre dall'ala e si conclude nel corpo di Psiche. Il punto di intersezione tra queste due direttrici, che è anche il punto focale della composizione (quello verso il quale è proiettato lo sguardo dell'osservatore), è sottolineato dal delicato abbraccio dei due personaggi. Le braccia di Amore e Psiche, formando due cerchi intrecciati, danno infatti vita a un tondo che incornicia i due volti quasi congiunti ed accentua i pochi centimetri che dividono le loro labbra.
La visione frontale, malgrado sia quella più indicata in quanto consente di coglierne la complessa geometria compositiva, non esaurisce affatto le possibilità di godimento dell'opera, che è leggibile da tutte le visuali. È vedendo la scultura dal retro, infatti, che si scorgono la faretra di Amore, la fluente capigliatura di Psiche e il vaso di Proserpina che ha causato il suo svenimento: ruotando attorno all'opera, inoltre, variano all'infinito i rapporti reciproci tra i corpi dei due amanti, ed è solo così che ci si può rendere conto della complessità del marmo.
Amore e Psiche, in ogni caso, risponde pienamente ai principi dell'estetica del Neoclassicismo. I gesti di Amore e Psiche, infatti, sono delicati ed espressivi, mentre i loro movimenti nello spazio sono equilibrati, continui e ben sincronizzati; analogamente, Canova comunica il loro trasporto amoroso in modo misurato ed equilibrato, sfumando la loro passione nella tenerezza e in un'affettuosa contemplazione. Alcuni degli aspetti dell'opera, tuttavia, già rimandano al Romanticismo: pensiamo alla sensualità che, seppur filtrata dal neoclassicismo canoviano, avvolge tutta la composizione, all'impiego di linee di tensione interne e al dinamismo spiraliforme che anima l'intera scultura.